# Weeki Wachee Gardens
Weeki Wachee Gardens – jednostka osadnicza w Stanach Zjednoczonych, w stanie Floryda, w hrabstwie Hernando.